# 뱀장어
뱀장어는 뱀장어과의 민물고기로 바다에서 태어나 강에서 자라는 물고기이다. 따라서 회귀성 어류이며 연어가 강에서 부화하고 바다로 나갔다가 알을 낳기위해 강으로 돌아오는 것과는 정반대의 회귀성을 갖고있다. 민물장어, 민물 곰장어라고 불리기도 한다.

## 형태
몸길이 40-60cm로 몸이 길고 원통형이며 피부가 미끌미끌하다. 몸빛깔은 푸른빛을 띤 담홍색이며, 몸은 가늘고 길며 배지느러미가 없고 등지느러미·뒷지느러미·꼬리지느러미가 완전히 붙어 있다. 머리의 모양은 종류에 따라 다양하며, 잘 발달된 아가미구멍이 옆구리에 있고 수직형이다. 입은 크고 세로로 찢어져 있으며 아래턱은 위턱보다 발달되어 있다. 잔비늘은 피부에 묻혀 있어 보이지 않으며, 옆줄은 뚜렷하다.

## 습성
뱀장어는 민물에서 5-12년간 살다가 8-10월에 산란하기 위해 바다로 내려가 난류를 따라 16-17 °C의 높은 수온과 높은 염분도를 가진 심해에 들어가 알을 낳는다. 산란기가 되면 온몸에 아름다운 혼인색이 나타나며, 생식기관이 성숙되는 반면 소화기관이 퇴화되어 절식하면서 깊은 바다의 산란장을 찾아간다. 이때 곧장 깊은 바다로 가는 것이 아니라 하구 근해 염분도가 약한 기수역(汽水域)에서 환경조건에 적응되도록 순화를 거듭한 후에 바다로 들어간다. 암수는 깊은 바다에서 산란을 마친 후 죽는다. 부화된 새끼는 난류를 따라서 먼 여행과 오랜 시일(1-3년)을 거쳐서 대륙 연안에 다다른다. 이 때의 새끼는 백색 반투명체로서 모양이 버들잎과 같으므로 버들잎뱀장어라고도 한다. 버들잎 뱀장어는 하구에 가까워지면 변태되어 흰실뱀장어(몸길이 약 5-8cm)가 되어 강으로 오르기 시작한다. 그 후 흑실뱀장어(9-15cm)·피리뱀장어(16-20cm)·메소뱀장어(20-25cm) 순으로 성장하여 어른뱀장어가 된다. 어른뱀장어는 몸 빛깔이 은색이고 눈이 커지며 성적으로 성숙하여 알을 낳을 수 있게 된다. 이것은 은빛뱀장어로도 불린다. 수명은 10년 또는 15년이다. 산란을 하면 죽는 동물이며 산란만 하지 않는다면 상당히 오래 생존 한다.

## 특징
뱀장어 피에는 신경독(Neurotoxin) 이 있다. 또한 알을 낳을 때가 되면 자기가 태어난 깊은 바다로 돌아가서 알을 낳고 죽으며 생식기에 이르면서 아가미가 삼투압이 가능한 바닷물에서 숨을 쉴수 있는 염세포가 발달하게 되는것으로 알려져있다. 한편 유럽뱀장어나 아메리카뱀장어는 북대서양 중앙부에 위치한 사르가소해에서 그리고 동아시아뱀장어는 일본 및 한반도에서 약3000km 떨어진 필리핀 마리아나 해구에서 약500m를 전후하는 수심 아래에서 산란하는 것으로 알려져있다.

## 번식
4월에서 11월 사이에 뱀장어는 동아시아의 담수 서식지를 떠나 북서태평양의 북적도 해류 근처 바다에서 새끼를 키운다. 성체 뱀장어는 먹이를 먹지 않고 동아시아의 담수 강에서 산란 지역으로 수천 킬로미터를 이동한다. 뱀장어는 바다로 나가기 전에 몸에 누적되어있는 기름 덕에 영양분 없이 먼 거리를 이동할 수 있다. 이 종의 산란 지역은 약 15°N, 140°E로 적도 해류와 적도 해류를 분리하는 염분 전선 위치에 해당한다. 이 전선은 뱀장어가 선호하는 산란 위치에 있음을 알려주는 표시기이다. 북적도 해류는 뱀장어가 태평양 중심에서 아시아 해안으로 이동하는 데 도움을 준다. 이 지표가 없으면 새끼는 결국 민다나오 해류에 빠지게 된다.

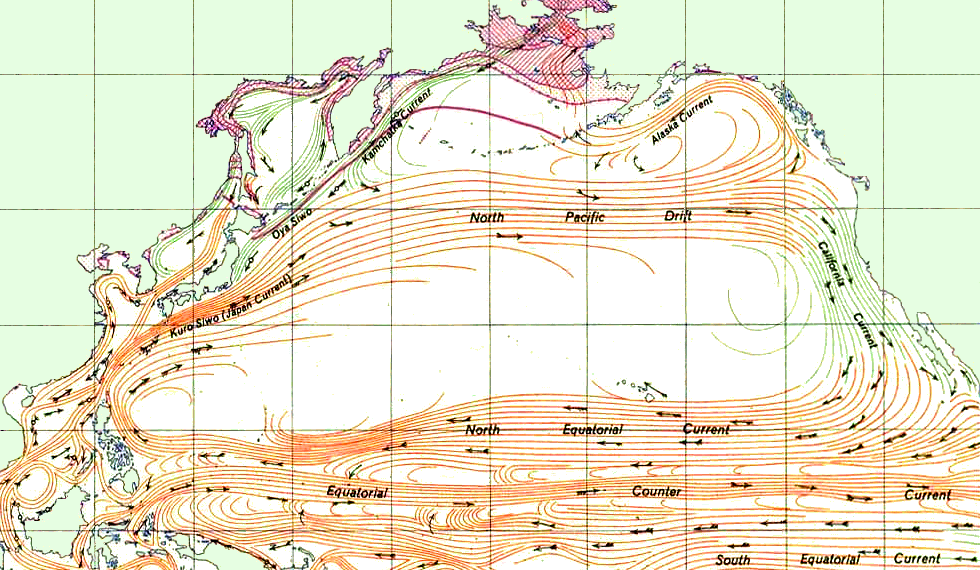
북적도 해류

장어 서식처의 발견은 1991년 RV 하쿠호 마루호가 연구 순항을 하면서 새롭게 발견되었다. 크루즈 연구 이전에는 뱀장어가 어떻게 번식 하는 지에 대해 거의 알려지지 않았으며, 이 뱀장어는 많은 과학자들에게 의문으로 남아 있기 때문에 여전히 배울 것이 많다. 20세기 후반까지 과학자들은 뱀장어의 생활 주기의 여러 단계가 완전히 다른 종이라고 가정했다. 그 후 2005년 도쿄 대학의 같은 일본 과학자 팀은 유전적으로 확인된 뱀장어 표본을 기반으로 보다 정확한 산란 위치를 발견했다. 마리아나 제도 서쪽 (북위 14–17°, 동경 142–143°) 해산 근처의 작은 지역에서 생후 2~5일밖에 안 된 갓 부화한 새끼라고 한다.
댓잎장어라고도 알려진 유충은 수정 후 약 36시간이 지나면 알에서 부화한다. 댓잎장어는 7.9mm에서 34.2mm까지 자라며 매일 0.56mm씩 자란다. 북적도 해류를 타고 렙토케팔리류는 쿠로시오 해류를 타고 동아시아로 북상한다. 이 장어는 강, 호수, 어귀에서 살다가 성체가 되어 바다로 돌아와 번식하고 죽는다.

## 먹이
새우나 작은 물고기, 수서곤충, 실지렁이, 어린 물고기 등을 먹는다.

## 같이 보기
- 붕장어
- 갯장어
- 먹장어